# ПЕК Зволе
Принс Хендрик Енде Десесперерт Нимер Комбинати Зволе (на нидерландски: Prins Hendrik Ende Desespereert Nimmer Combinatie Zwolle) е нидерландски футболен отбор от Зволе. Създаден е през 1990 г. след разпадането на предишния отбор в града. През периода 1990 – 2012 г. се казва само „Зволе“. Играе мачовете си на стадион Ейселделта с капацитет от 12 500 зрители. Цветовете на отбора са синьо и бяло.

## Успехи
Най-големият си успех отборът постига през сезон 2013/14, когато спечелва Купата на Холандия като на финала побеждава Аякс с убедителния резултат 5:1. През лятото на същата година побеждава отново „Аякс“ и в мача за суперкупата на страната с 1:0.
- Първи клас (до 1955) / Висша дивизия (след 1956)-Ередивиси:
  - 6-о място: 2014/15

- Ерсте дивиси
  -  Шампион (3): 1977/78, 2001/02, 2011/12.

- Купа на Нидерландия:
  -  Носител (1): 2013/14.
    -  Финалист (3): 1927/28, 1976/77, 2014/15
- Суперкупа на Нидерландия:
  -  Носител (1): 2014.

## Български футболисти
- Иван Цветков: 2002/04 (41 мача - 1 гол)
- Филип Кръстев: 2024-наем (27 мача - 4 гола)